# Ornamentální výsadba

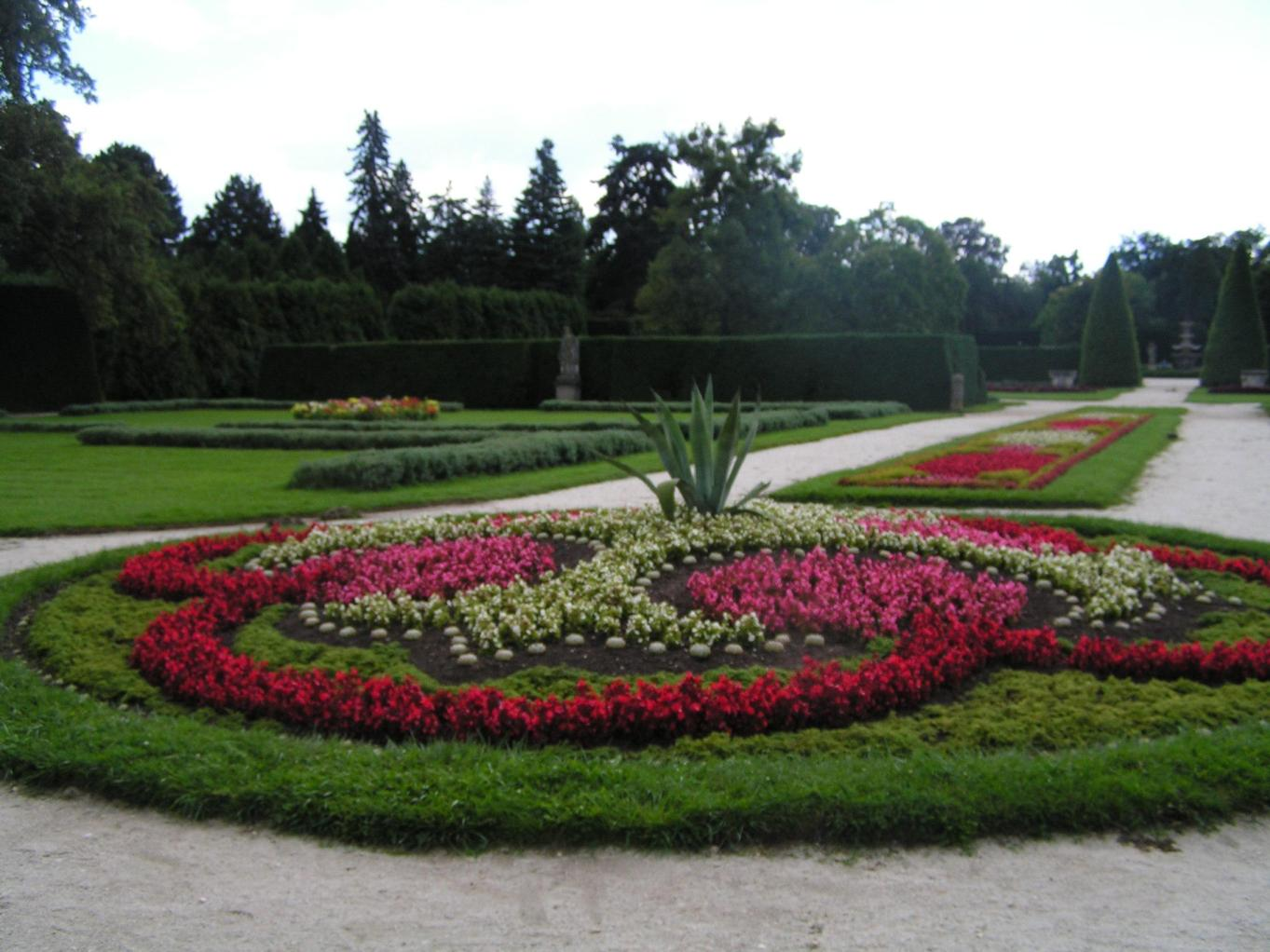
Ornament na zámku Lednice vytvořený pomocí letniček

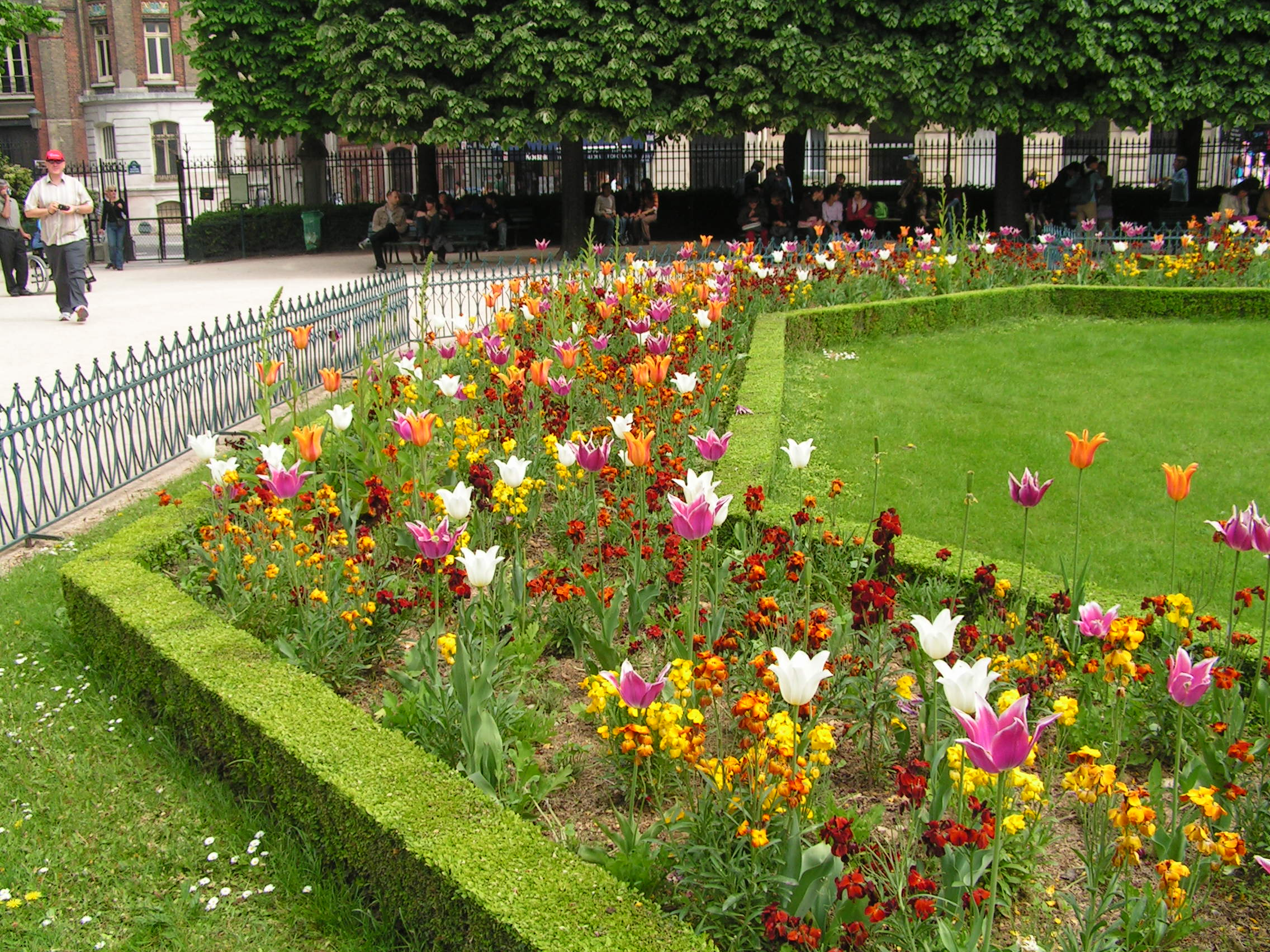
Květinový ornament vytvořený pomocí cibulovin a letniček

Ornamentální výsadba květin je metoda, jak pomocí výsadby květin dosáhnout určitého ornamentu. Zpravidla je provedena z letniček, méně často z trvalek.
Ornament je bohatě členěný květinový záhon, který vychází z geometrických tvarů rostlin nebo folklórních motivů.
Rozlišují se ornamenty uzavřené, které se vyskytují uvnitř záhonu, např. ornamentální koberec, a otevřené, což jsou jednotlivé součásti ornamentu rozložené v trávníku.

## Modelace ornamentů
Terén záhonů bývá složitě modelován. Ornament by měl vynikat z pohledu pozorovatele. Největšího efektu se dosáhne při pohledu z prvního patra. Modelace se provádí do kopcovitých tvarů, kruhů, elips nebo čtverců. Optický účinek se v ornamentálním záhonu vystupňuje spádováním trávníku. Trávník blížící se záhonu se sestříhává níže, taktéž se může optický účinek zvětšit vystupňováním rostlin. Do středu záhonu se vysazují rostliny s nejvyšším vzrůstem, výška rostlin k okraji záhonu se snižuje. Konturní linie tvarů se zdůrazňují rostlinami, které spolu kontrastují. Nutné je ohraničení záhonu, pro nějž je třeba zvolit vhodný materiál. Sleduje se doba kvetení, aby nevznikaly mezi schématy mezery.

## Údržba ornamentálních výsadeb
Výhodou trvalkových výsadeb je, že se nemusí každoročně vysazovat a nevýhodou, že vrcholný barevný efekt (květ) trvá podle taxonu 2 až 3 týdny, takže v nejlepším možném případě cílový ornament je čitelný jednu šestinu vegetační sezóny. Husté porosty vyšších rostlin víceméně nepropouštějí jednoleté plevele, ale lze jich dosáhnout zpravidla pouze ze vzrůstných taxonů, které přerůstají plánovaný rámec výsadby. Výsadba na textilii a pravidelná, vhodně načasovaná údržba stříháním může nevýhodu snadno odstranit. Nízké trvalky i v hustých porostech se vždy snadno zaplevelují a jejich údržba je nákladná. Použitelné jsou pouze expanzivní trvalky využívající ale při růstu a rozmnožování strategii „falanga“.
Prakticky se z trvalek používají pouze taxony na obruby (např. Nepeta mussini, Salvia officinalis ve formě nízkých tvarovaných plůtků ) [zdroj?]. Po vysazení se musí rostlina ujmout a narůst. Vhodná je závlaha. Lépe jí využijeme u ornamentů otevřených. V trávníkové ploše ji můžeme mít zavedenou. U ornamentů uzavřených musíme použít rozvody vody v okolí.
Než rostliny zapojí porost, je vhodné prokypřit půdu a zbavit se tak klíčících plevelů. V dalších letech je možné trvalky přihnojit rozpustnými hnojivy v zálivce. Navržené ornamenty otevřené i uzavřené lze takto zalévat celé. Vhodné je hnojit, když je půda vlhká, protože některé rostliny jsou choulostivé na popálení listů hnojivem. U některých trvalek se na podzim odstraní květenství, jelikož vypadají nevzhledně nebo by mohlo dojít k samovolnému vysemenění, což není v pravidelném ornamentu žádoucí, nebo by se rostlina zbytečně vysilovala tvorbou semen.

## Využití ornamentální výsadby
Ornamenty lze vnímat jako dokonalé seskupení rostlin, které pomáhají vyjádřit situaci autora. Seskupení tvořená v době renesance a baroka upoutávala svou monumentálností pozornost a vyjadřovala postavení šlechty u dvora. Města s lázeňskou péčí mají dokonale upravené kolonády a je tedy i možnost vysadit ornamenty. Ornament nemusí být velkých rozměrů. Důležitá je péče o výsadbu. Ornamenty lze v dnešní době najít také v některých zámeckých zahradách a v městských parcích, kde se využívá ornament menšího měřítka.